# Walter Hayman

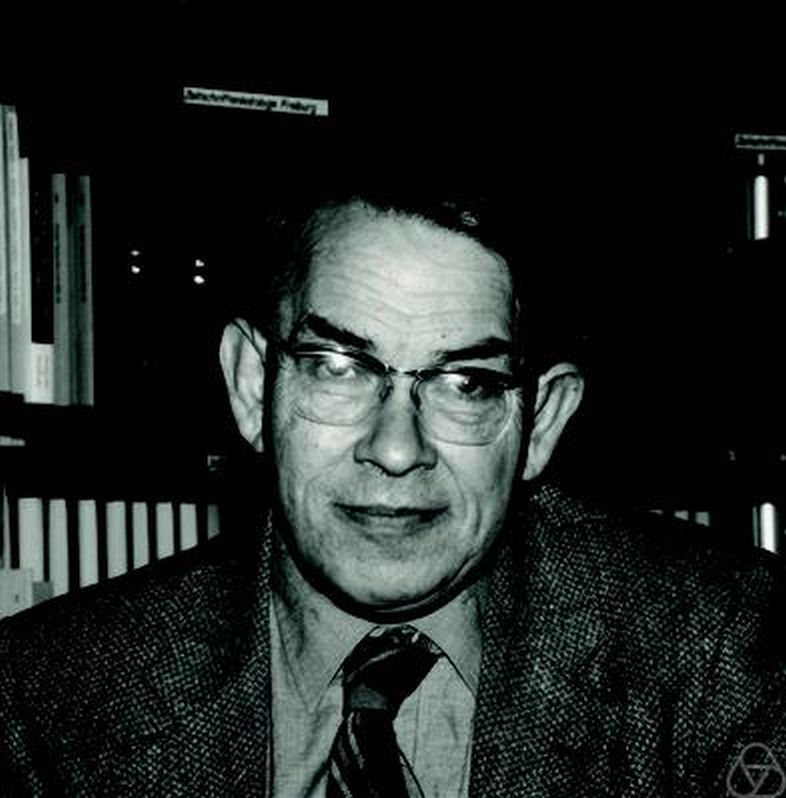
Walter Hayman 1988

Walter Kurt Hayman (geboren als Walter Haymann 6. Januar 1926 in Köln; gestorben 1. Januar 2020) war ein britischer Mathematiker, der sich mit Funktionentheorie beschäftigte.

## Leben
Walter Hayman ist der Sohn von Franz Haymann (1874–1947), der Jura-Professor in Köln war, und Ruth Therese Hensel, der Tochter des Mathematikers Kurt Hensel und dessen Frau Gertrud Hahn. Haymans Vater war Jude und wurde von den Nationalsozialisten 1935 aus seinem Lehrstuhl vertrieben. Er ging 1938 mit seiner Familie nach Großbritannien, wo Hayman die von seinem ebenfalls emigrierten Verwandten Kurt Hahn 1934 gegründete Gordonstoun School in Schottland besuchte. Er studierte am St. John’s College der Cambridge University unter anderem bei Mary Cartwright und John Edensor Littlewood und wurde bei Mary Cartwright promoviert. Hayman wurde 1947 Lecturer am King’s College in Newcastle upon Tyne, wurde Fellow des St. John’s College in Cambridge und im selben Jahr Lecturer an der University of Exeter. 1948 erhielt er den Smith-Preis in Cambridge und den Adams-Preis (mit John Charles Burkill, Subrahmanyan Chandrasekhar und John Macnaghten Whittaker). 1949/50 war er Gastdozent an der Brown University und im Sommer 1950 und 1955 an der Stanford University bei George Polya. 1953 wurde er Reader in Exeter und 1956 der erste Professor für Reine Mathematik am Imperial College in London, wo er über 30 Jahre lang Haupt einer Schule von Funktionentheoretikern war. 1978 bis 1981 war er Dekan des Royal College of Science. Nach der Emeritierung 1985 war er zehn Jahre bis 1993 in Teil-Zeit Professor an der York University und war ab 1995 Senior Research Fellow am Imperial College.
Als Funktionentheoretiker war er unter anderem für asymptotische Ergebnisse im Rahmen der Bieberbach-Vermutung (1955) und für die Haymansche Alternative in der Wertverteilungstheorie von Rolf Nevanlinna bekannt. Mit Wolfgang Fuchs löste er das Umkehrproblem der Nevanlinna-Theorie (vollständig gelöst 1976 von David Drasin) für ganze Funktionen.
1956 wurde er Mitglied der Royal Society. 1955 erhielt er den Berwick-Preis und 1964 erhielt er den Senior Berwick-Preis. Er erhielt 1995 die De-Morgan-Medaille der London Mathematical Society, deren Vizepräsident er 1982 bis 1984 war. Hayman war 1954 in Amsterdam (The coefficients of schlicht and allied functions) und 1970 in Nizza (Subharmonic functions in {\displaystyle R^{m}}) Invited Speaker auf dem ICM. Er war Mitglied der Finnischen (1978) und Bayerischen Akademie der Wissenschaften (1982), der Accademia dei Lincei (1985) und mehrfacher Ehrendoktor (Exeter, Birmingham, Uppsala, Gießen, National University of Ireland in Dublin).
Zu seinen Doktoranden zählt Alan Beardon.
Er war seit 1947 mit Margaret Riley Crann verheiratet, die in Cambridge Mathematik studiert hatte und als Mathematikpädagogin bekannt war. Beide gründeten, angeregt durch einen Besuch in Moskau, 1966 die britische Mathematik-Olympiade. Das Ehepaar hat drei Töchter, darunter Anne Carolyn Hayman (* 1951), die ab 2004 Peace Direct leitete. Nach dem Tod seiner Frau 1994 heiratete Hayman die Mathematikerin Waficka al-Katifi, die bei ihm 1963 promoviert hatte und 2001 starb.

## Schriften
- Multivalent functions, Cambridge University Press 1958, 1994
- Meromorphic functions, Oxford, Clarendon Press 1964
- Subharmonic Functions, Band 1 (mit Patrick Brendan Kennedy, der 1967 starb), Academic Press 1976 und Band 2, Academic Press 1989
- Lectures on approximation and value distribution, Presse Universitaire de Montreal 1982
- Function Theory, in Jean-Paul Pier Development of mathematics 1900–1950, Birkhäuser 1994
- Research problems in function theory, Athlone Press 1967
- My Life and Functions, Logic Press 2014[3]